# Lycophotia
Lycophotia är ett släkte av fjärilar som beskrevs av Jacob Hübner 1821. Lycophotia ingår i familjen nattflyn.

## Bildgalleri

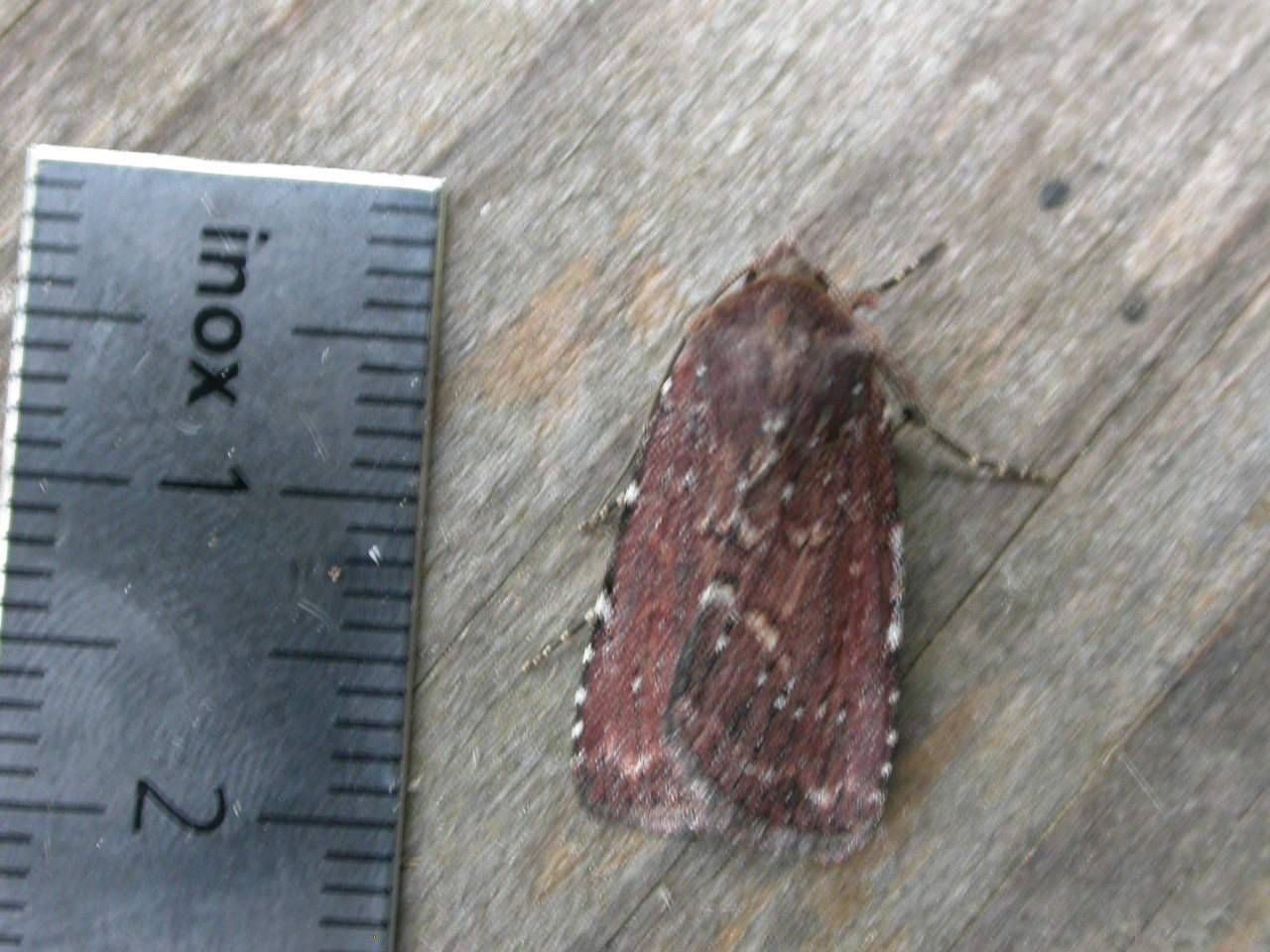
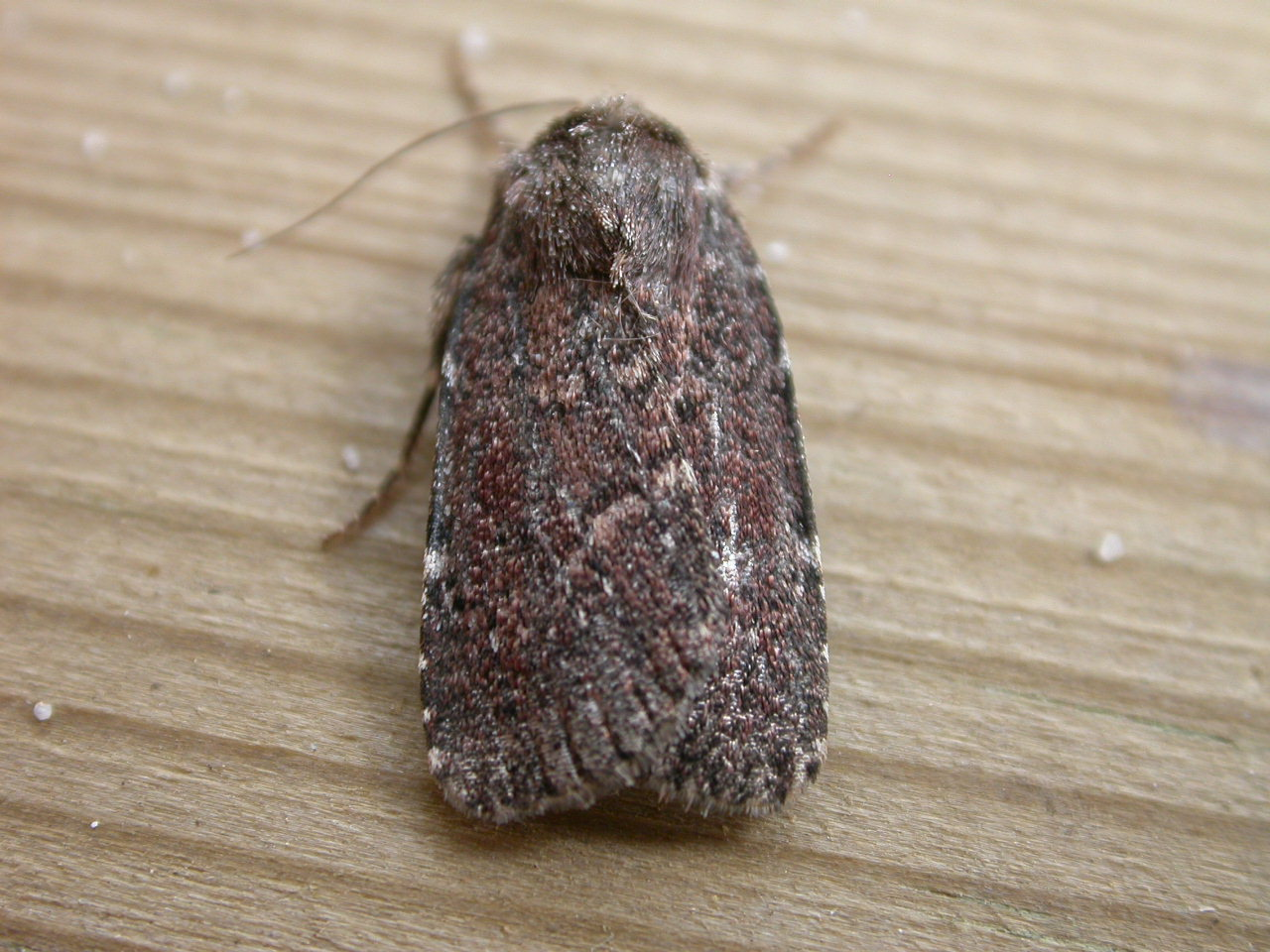
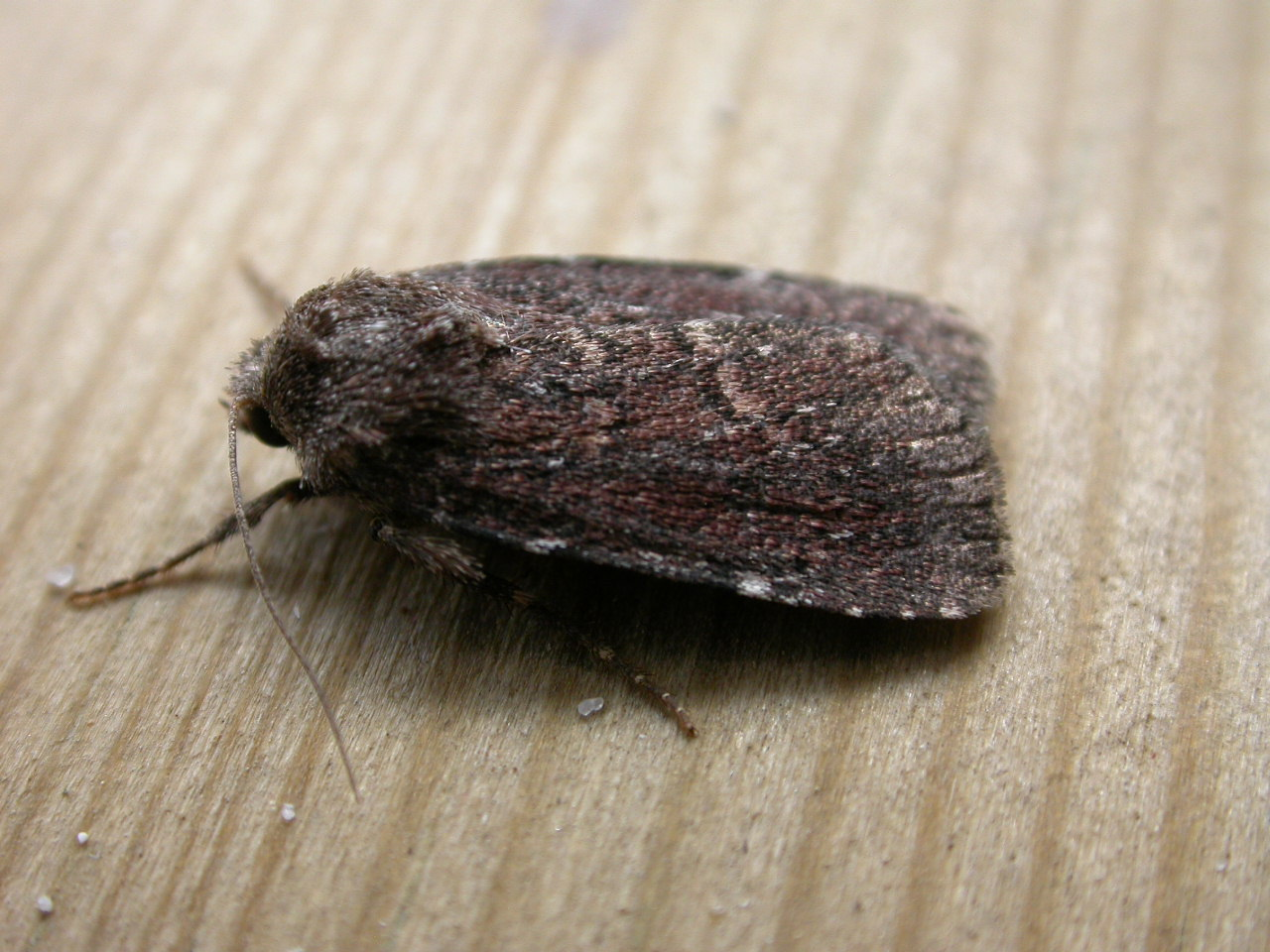
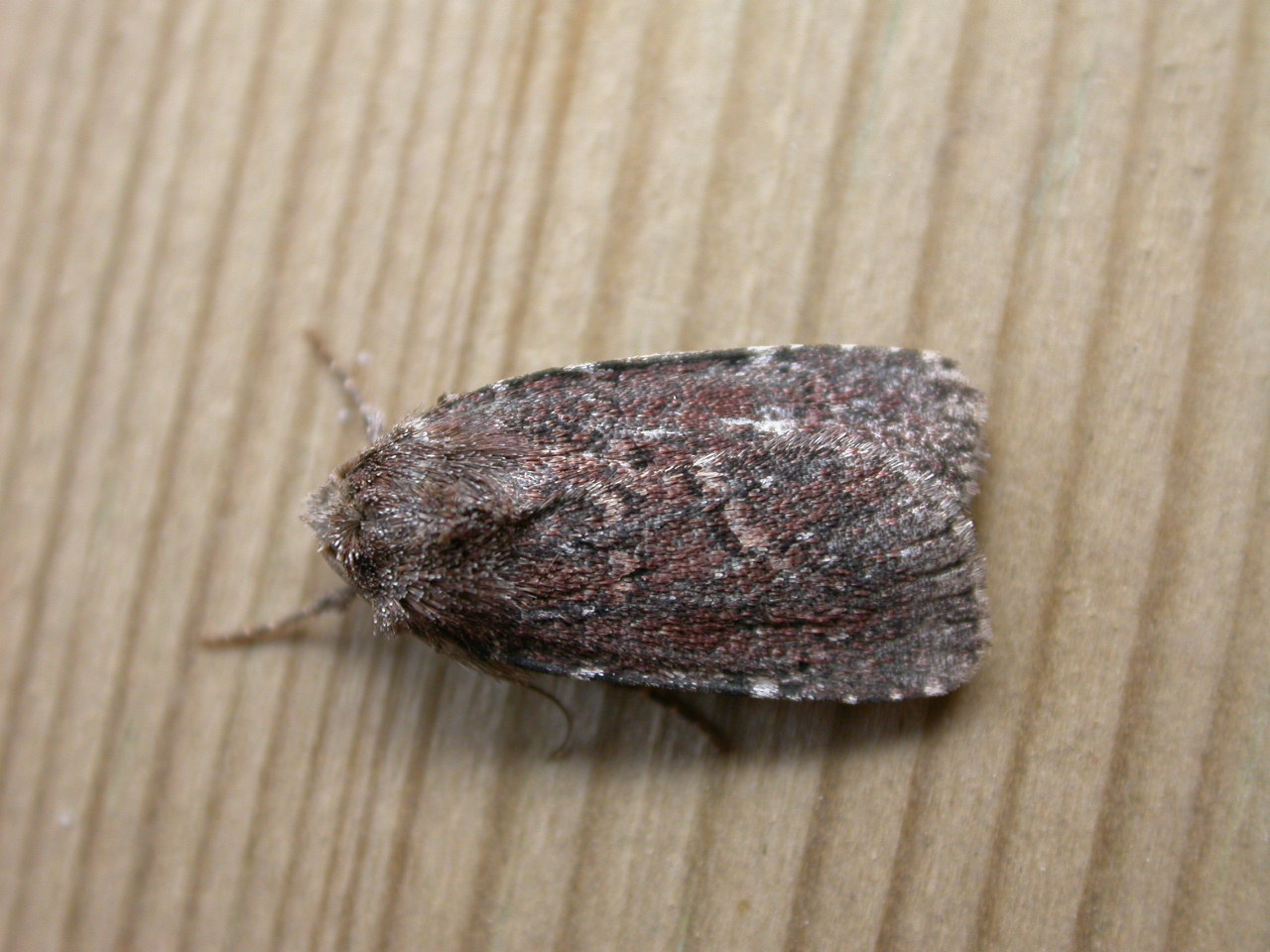
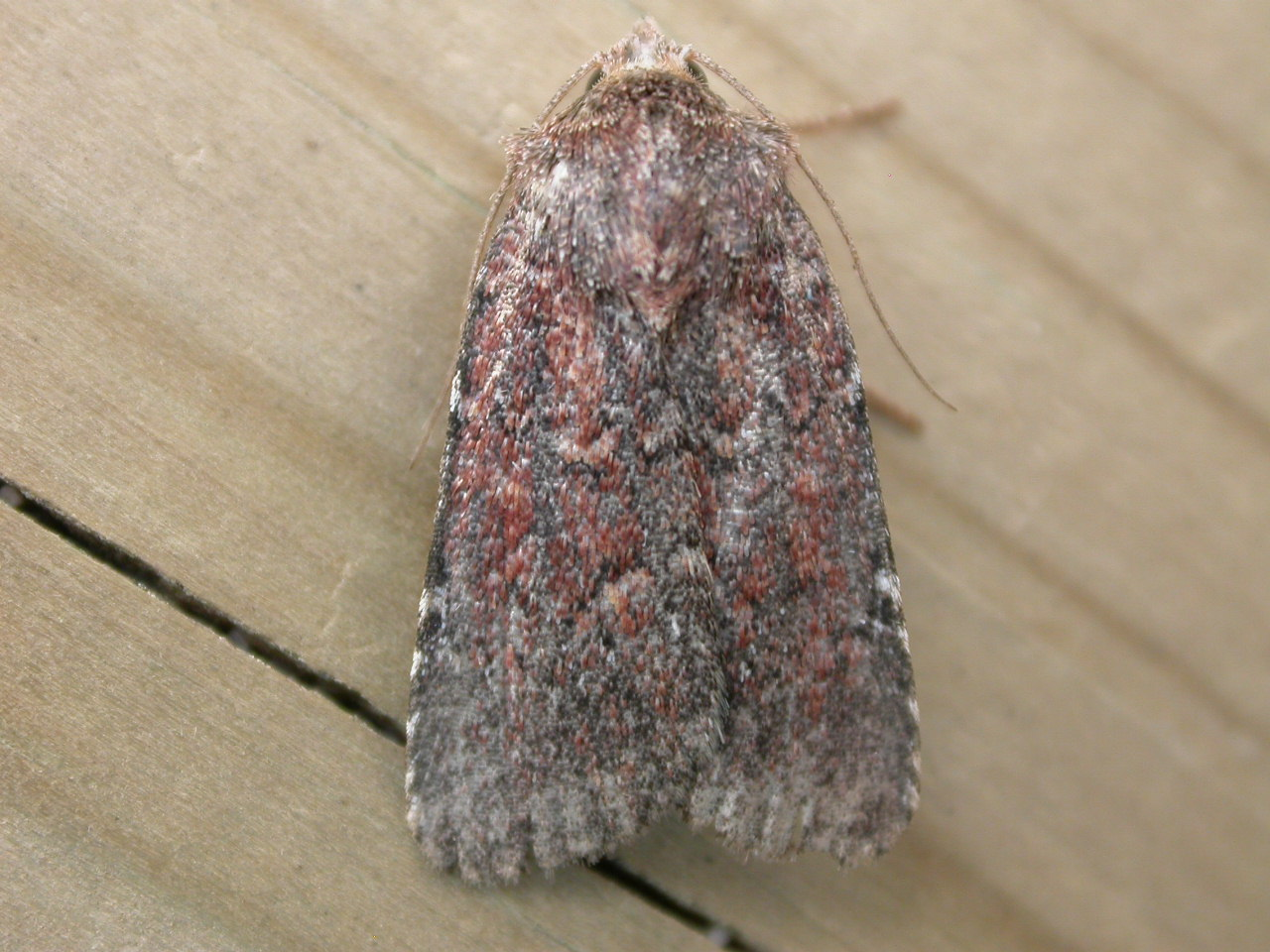
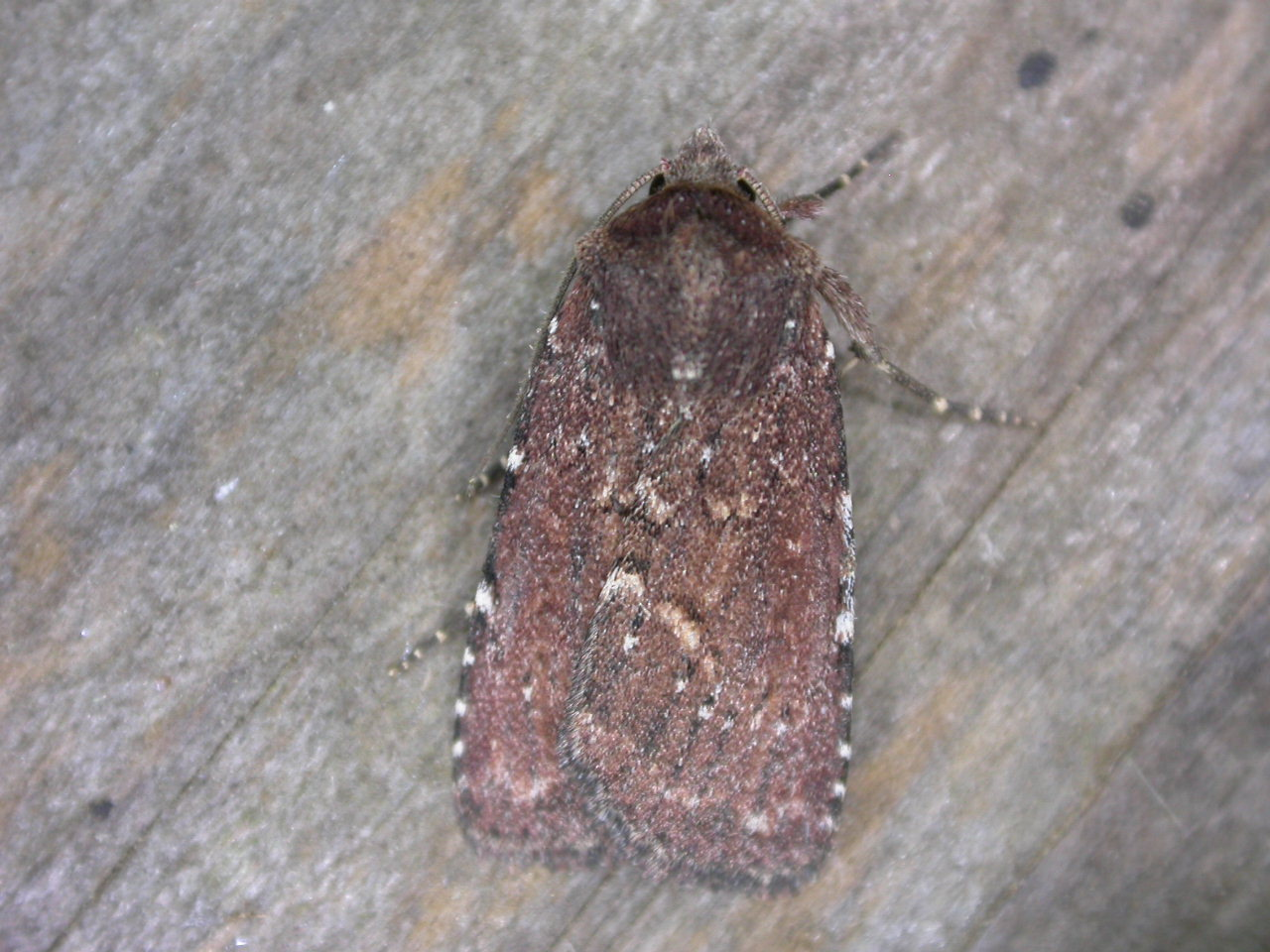

## Dottertaxa tillLycophotia, i alfabetisk ordning[1][2]
- Lycophotia andalusica
- Lycophotia approximata
- Lycophotia arcana
- Lycophotia arnicae
- Lycophotia artemisia
- Lycophotia astur
- Lycophotia biorbiculata
- Lycophotia cissigma
- Lycophotia clausa
- Lycophotia concinna
- Lycophotia corsicina
- Lycophotia dalmatina
- Lycophotia ericae
- Lycophotia erythrina
- Lycophotia ferruginea
- Lycophotia flavescens
- Lycophotia grisea
- Lycophotia juncta
- Lycophotia marmorea
- Lycophotia meridionalis
- Lycophotia molothina
- Lycophotia nigrescens
- Lycophotia nitescens
- Lycophotia obscura
- Lycophotia occidentalis
- Lycophotia picta
- Lycophotia porphyrea
- Lycophotia protensa
- Lycophotia reducta
- Lycophotia semiconfluens
- Lycophotia strigula
- Lycophotia suffusa
- Lycophotia umbra
- Lycophotia unimacula
- Lycophotia varia
- Lycophotia velata
- Lycophotia velum
- Lycophotia virgata
- Lycophotia vulpecula